# Pierluigi Billone
Pierluigi Billone (geboren 1960 in Italien) ist ein italienischer Komponist. Er studierte bei Salvatore Sciarrino und Helmut Lachenmann.

## Werdegang
Für seine Werke erhielt er den Kompositionspreis der Stadt Stuttgart (1993), den Busoni-Kompositionspreis der Akademie der Künste Berlin (1996), den Wiener Internationalen Kompositionspreis (2004), den Ernst-Krenek-Preis der Stadt Wien (2006) und wurde mit dem Kompositionspreis der Ernst-von-Siemens-Musikstiftung München ausgezeichnet (2010).
Pierluigi Billone war 2006–2008 Gastprofessor für Komposition an der Kunstuniversität Graz, 2009 an der Musikhochschule Frankfurt, und von 2010 bis 2012 wieder an der Kunstuniversität Graz.
Er wird regelmäßig als Dozent eingeladen, Kompositionskurse und Gastvorlesungen zu halten, unter anderem: IEMA-Ensemble Modern Akademie 2008, Harvard University 2010, Columbia University New York 2010, MCME International Academy Russland 2011, Ferienkurse Darmstadt 2010, 2012, 2014, Impulse Akademie Graz 2011, 2013, 2015, Tzlil Meducan Israel 2011, 2014, 2015, MCIC Madrid 2015, 2016, Boston University 2015, New York University 2015, Composit-Rieti 2015, 2016.

## Werke
- A.AN (1989) für Stimmen und Ensemble
- APSU (1990) für Stimmen und Ensemble
- KRAAN KE.AN (1991) für 3 Stimmen und 10 Instrumente
- AN NA (1992, rev.1994) für Ensemble
- AN NA (1992) für Ensemble
- ME.A.AN (1994) für Stimme und Ensemble
- KE.AN-Cerchio (1995, rev.2003)
- ITI KE MI (1995) für Viola
- UTU AN.KI LU (1996) für Kontrabass
- Scrittura. Cammino (1998) für 36 Stimmen und 5 Instrumente
- Scrittura. Presenza (1999) für E-Gitarre, Röhren und Orchester
- Mani.Giacometti (2000) für Violine, Viola und Violoncello
- Mani.Long (2001) für Ensemble
- Legno.Intile (2002) Studie für Ensemble
- Studi da concerto (2003) für Fagott
- Legno.Edre IV.Manda (2003) für Fagott
- Legno.Edre III.Ini (2003) für Fagott
- Legno.Edre II.Edre (2003) für Fagott
- Legno.Edre I.Me (2003) für Fagott
- Mani.De Leonardis (2004) für 4 Autofedern und Glas
- Legno.Stele (2004) für 2 Fagotte und Ensemble
- Legno.Edre V.Metrio (2004) für Fagott
- PA (2005) für Oboe und 5 Instrumente
- TA (2005) für Ensemble
- 1+1=1 (2006) für 2 Bassklarinetten
- Mani.Mono (2007) für Springdrum
- Bocca.Kosmoi (2007) für Stimme, Posaune und Orchestra
- Kosmoi.Fragmente (2008) für Stimme und 7 Instrumente
- Mani.Matta (2008) für Schlagzeug (Marimba, 2 Logdrums, Woodblock, Chinagong)
- Due Frammenti (2009) für Stimme und Akkordeon
- Verticale muto (2009) für Ensemble
- Mani.Stereos (2009) für Akkordeon
- Blaues Fragment (2010) für Fagott
- Muri III b (2010) für Streichquartett
- Phonogliphi (2011) für Stimme, Fagott und Orchester
- Quattro alberi (2011) für Stimme, Fagott, Akkordeon, Schlagzeug
- Sgorgo Y (2012) für E-Gitarre
- Δίκη Wall (2012) für Schlagzeug und 6 Instrumente
- Mani.Δίκη (2012) für Schlagzeug (2 Klangschalen, ChinaOpera-Gong, tiefes liegendes Thai Gong, 2 Platten Glocke)
- Mani.Gonxha (2012) für Schlagzeug
- Staglio (2013) für Bass-Flöte
- Sgorgo oO (2013) für E-Gitarre
- Sgorgo N (2013) für E-Gitarre
- Equilibrio. Cerchio (2014) für Violine
- Ebe und anders (2014) für 7 Instrumente
- OM. ON (2015) für zwei E-Gitarren
- Neues Werk (2016) für Ensemble mit Stimme
- Neues Werk (2016) für 4 Schlagzeuger